# جلطة خارجية
جلطة خارجية  (بالإنجليزية: Coagulum) هي جلطة ليست خطيرة تحدث خارج وعاء دموي، بعكس الجلطة Thrombus التي تحدث داخل وعاء دموي فتسده وهي حالة خطرة. الجلطة الخارجية هي فقاعة دموية خارج أحد الأوعية الدموية وتحتوي على خلايا دموية حمراء تحدث عن طريق تخثر الدم. يتماسك سطحها الخارجي بواسطة مادة لاصقة تسمى فايبرين. وأمثال تلك الجلطات الخارجية أو التخثرات الخارجية تلعب دورا هاما في التئام الجروح.
تختلف الجلطة الخارجية عن الجلطة «الداخلية» Thrombus في كونها تخثر في الدم خارج الأوعية الدموية وخارج الأوعية اللمفاوية، وليس في داخلها. 